# Jomfrutrane
Jomfrutranen (Grus virgo) er en af de 15 traner der lever i verden. Den lever i græsområder i Afrika og i Indien og Rusland. Den blev tidligere henført til slægten Anthropoides.
- Vægt: 2000-3000 gram
- Højde: 90 cm
- Levested: Primært savanne eller andet græsland
- Kønsmodenhed: fra 2 år
- Rugetid: 27-29 døgn
- Antal æg pr. kuld: 1-2 æg, normalt 2 æg.
- Føde: Primært græsfrø